# داني غريفز (لاعب كرة قاعدة)
داني غريفز هو لاعب كرة قاعدة فيتنامي، ولد في 7 أغسطس 1973 في مدينة هو تشي منه في فيتنام.

## وصلات خارجية
- داني غريفز على موقع دوري كرة القاعدة الرئيسي (الإنجليزية)
- داني غريفز على موقعبيزبول رفرنس.كوم (الدوري الرئيسي) (الإنجليزية)
- داني غريفز على موقع إي إس بي إن.كوم (أم.أل.بي) (الإنجليزية)
- داني غريفز على موقع مشجعي الرسوم البيانية (الإنجليزية)